# Se busca papá
Se busca papá (bra: Procura-se um Pai; prt: Pai Procura-se) é um filme de comédia mexicano de 2020 dirigido por Javier Colinas, escrito por Victor Avelar, Javier Colinas, Paulette Hernandez e Fernando Barreda Luna e estrelado por Juan Pablo Medina, Ela Velden e Silvia Navarro.

## Sinopse
A mãe de Blanca parou de deixá-la andar de bicicleta BMX depois que seu pai morreu em um acidente, então, depois de ler sobre uma próxima competição de BMX, ela tenta entrar sem o conhecimento de sua mãe. O único problema? Um pai precisa fazer sua inscrição.

## Elenco
- Juan Pablo Medina como Alberto
- Natalia Coronado como Blanca Díaz
- Ela Velden como Atriz bonita
- Silvia Navarro como Fernanda
- Luis Ernesto Franco como Santiago Sánchez
- Alberto Guerra como Alberto Guerra
- Patricia Reyes Spíndola como Diretora do colégio
- Rodrigo Murray como Homem com traje
- Gonzalo Garcia Vivanco como Guapo
- Luis Arrieta como Luis Arrieta
- Marisol del Olmo como Mamá Laura
- Victoria Viera como Laura
- Roberto Quijano como Sergio
- Lisette Morelos como Recepcionista de BMX
- Martha Claudia Moreno como Senhora elegante
- Moisés Arizmendi como Moisés Arizmendi